# キップス・ベイ (マンハッタン)
座標: 北緯40度44分29秒 西経73度58分42秒 / 北緯40.74139度 西経73.97833度

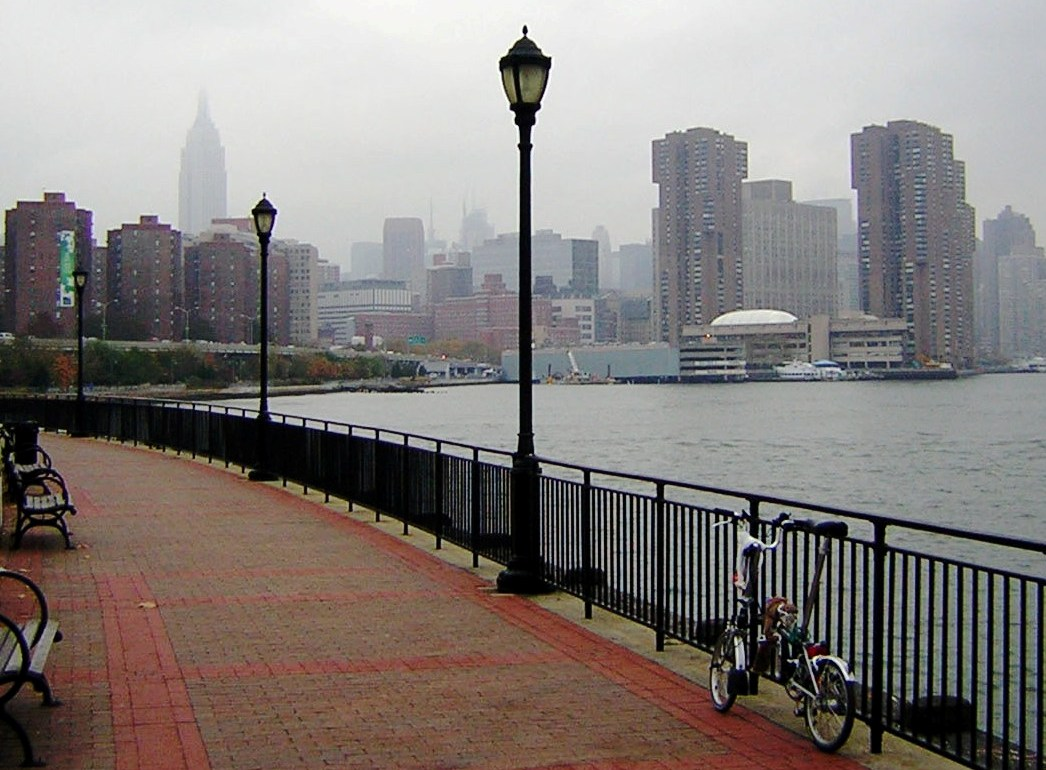
イースト川沿いのスタイフェサント・コーブ・パーク (en) から北のウォーターサイド・プラザ (en) の眺め

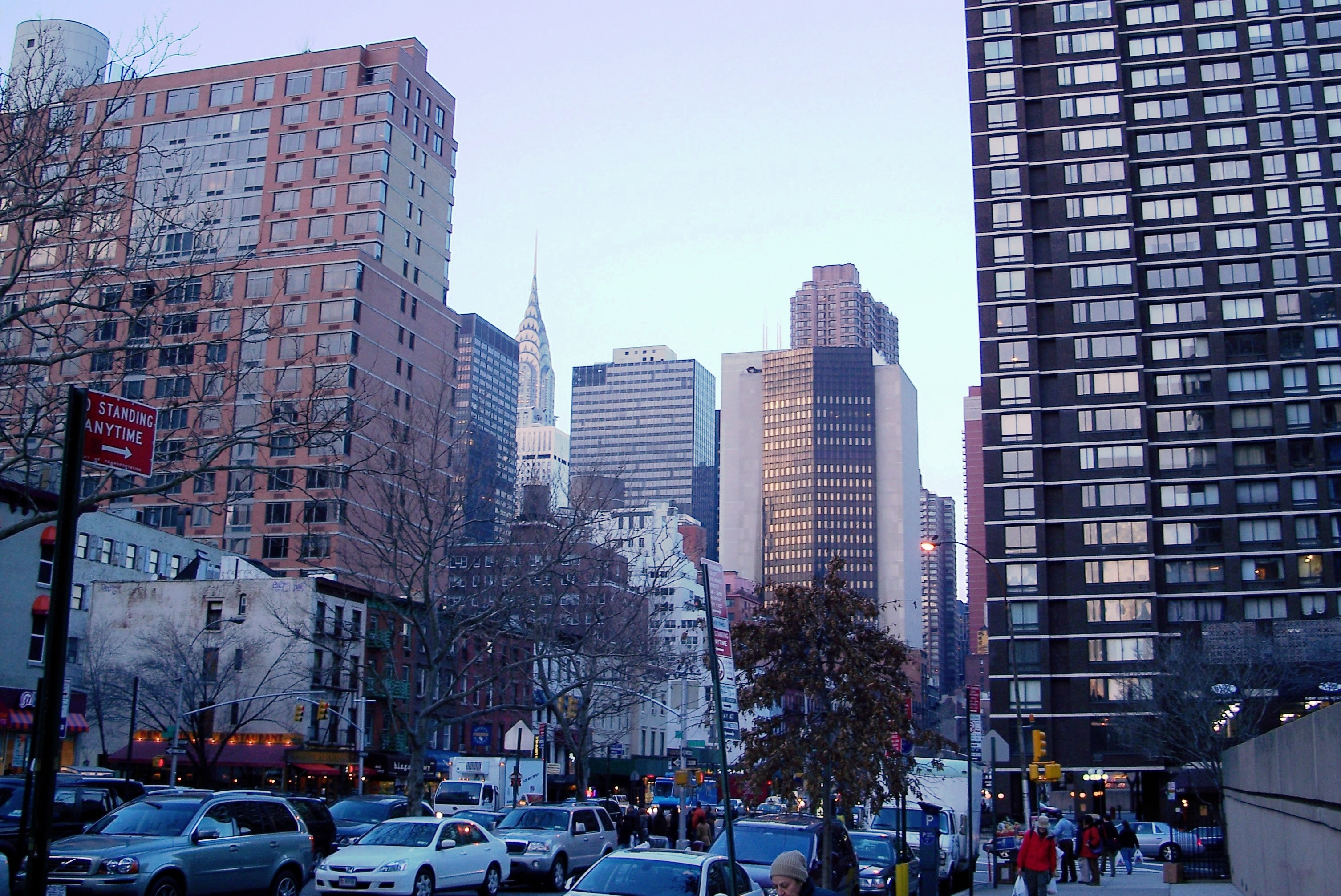
2番街沿いにあるキップス・ベイ・モール

キップス・ベイ (Kips Bay) は、ニューヨーク市マンハッタン区にある地区である。マンハッタン・コミュニティ・ボード 6 (en) に所属する。この地区は、北にマーリー・ヒル、西にマディソン・スクエア、ノマド (en) またはローズ・ヒル (en)、南にグラマシーとピーター・クーパー・ヴィレッジ (en)、東にイースト川と隣接している。ニューヨーク・タイムズはこの地区の境界を、南端は東23丁目、北端は東34丁目、西端はレキシントン・アベニュー、そして東端はイースト川としている。アメリカ建築家協会のAIA Guide to New York Cityは西端を2番街としている。

## 概要

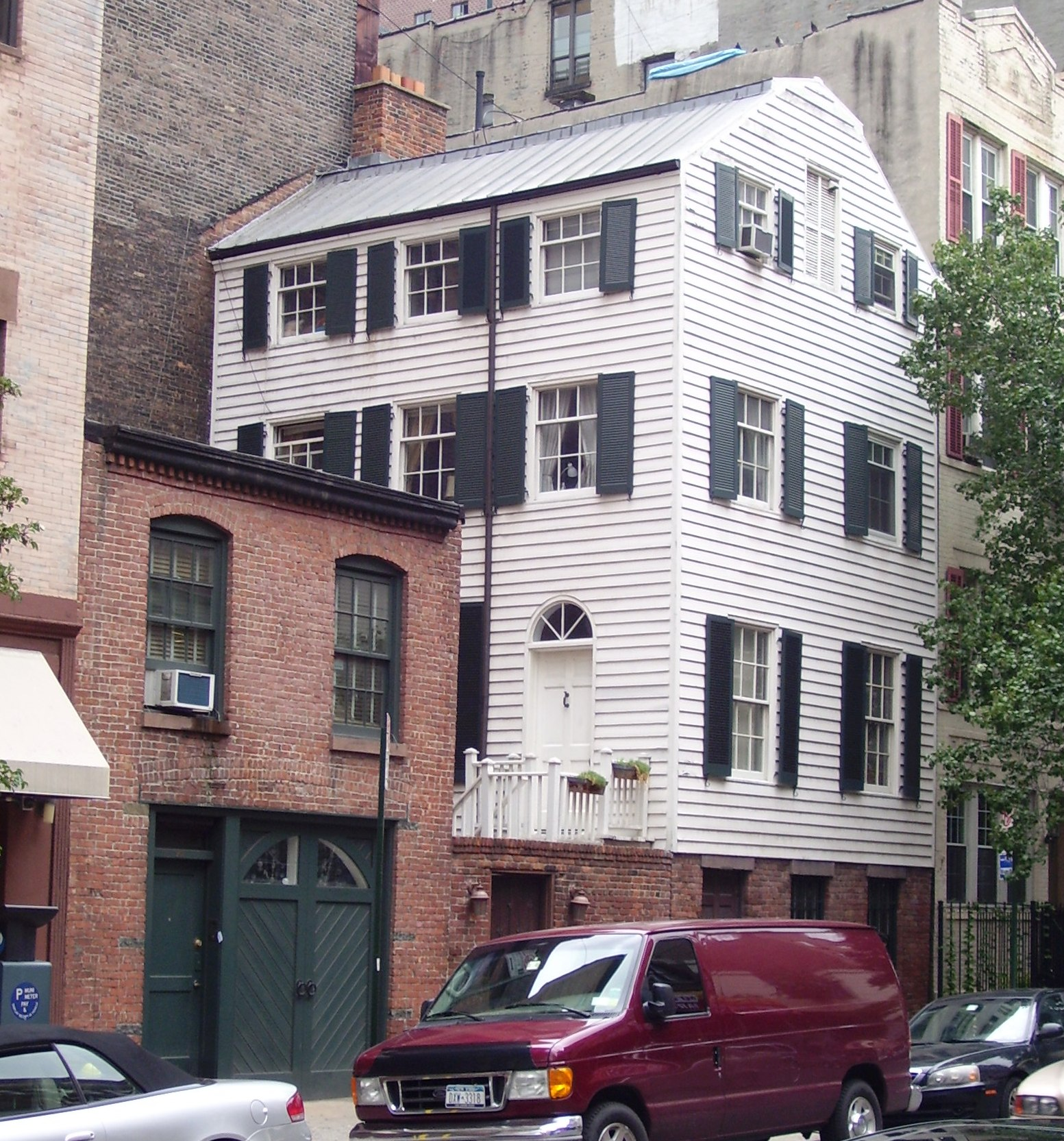
東29丁目203番地に建つ木造の住宅とレンガ造りの車庫。

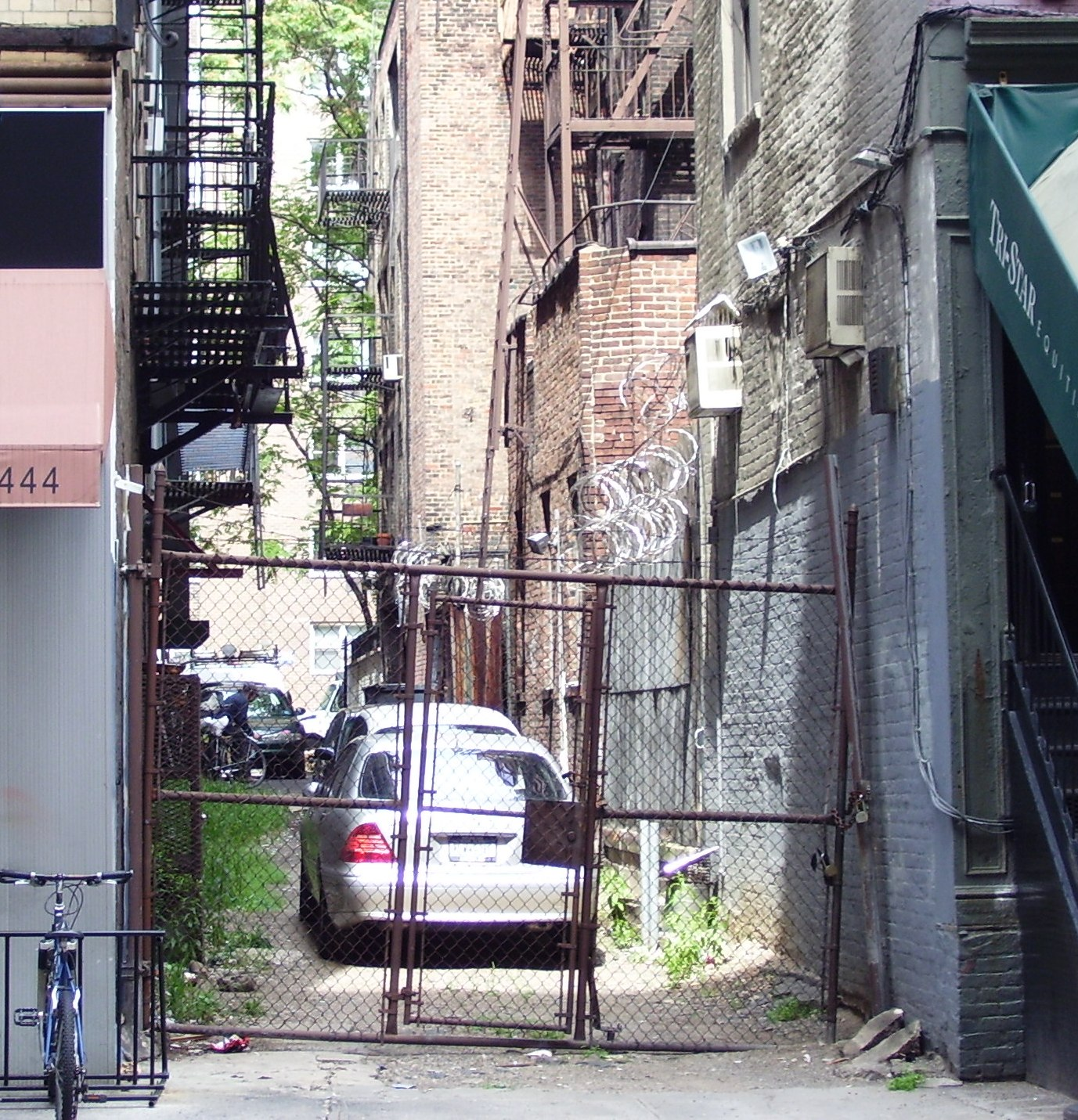
ブロードウェイ・アレーはブロードウェイからおおよそ遠く離れており、名前の由来は不明である。

この地区の1番街沿いには多くの大学病院が建ち並んでおり、マンハッタンのメディカル・コンプレックスの一部を形成している。
25丁目から29丁目のイースト川上の埋め立て地にはウォーターサイド・プラザ (en) というビル群がある。マンションや教育施設などが入っている。
東29丁目203番地は19世紀前後に建てられた、マンハッタンに現存する数少ない木造住宅である。
また、3番街とレキシントン・アベニューの間には、26丁目と27丁目を結ぶブロードウェイ・アレー (Broadway Alley) という短い私道がある。これは、マンハッタンで最後の舗装されていない道路であると言われている。
この地区は、アメリカ独立戦争におけるキップス湾の上陸戦が行われた場所である。

## 歴史
キップス湾とは、現在の32丁目から37丁目のあたりにあったイースト川の入江だった。この湾は、マンハッタン島の現在の1番街の西あたりまで広がっていた。この湾から二本の小川が流れていた。この湾の名前はニューネザーランドの植民者Jacobus Hendrickson Kip (1631–1690) の名前から取られた。彼の農園は現在の30丁目からイースト川沿いに北へ広がっていた。この湾は埋め立てられたが、"キップス湾" (Kips Bay) の名前は地名として残った。Kipは現在の2番街と東35丁目のあたりにレンガと石造りの大きな家を建てた。この家は、1655年から1851年まで建っており、何度か増築されていた。この家が解体された際は、これがマンハッタンに残された最後のニューアムステルダム時代に建てられた農場の家であった。
キップス湾はアメリカ独立戦争時のニューヨーク・ニュージャージー方面作戦におけるキップス湾の上陸戦が行われた場所である。1776年9月15日、ウィリアム・ハウ 将軍率いる約4,000名のイギリス軍の部隊がキップス湾よりマンハッタン島へ上陸した。これはおおよそ現在の東33丁目あたりであった。ハウの部隊はキップス湾の防衛に当たっていたウィリアム・ダグラス大佐の指揮する約500名のアメリカ軍民兵を打ち破った。アメリカ軍は退却し、すぐにニューヨーク市はイギリス軍によって占領された。
19世紀になって、1811年委員会計画によりこのエリアにも市街開発が及ぶようになった。

## ギャラリー

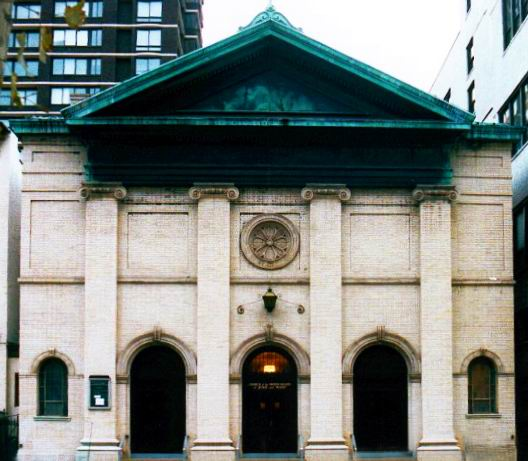
現在は解体されてしまった教会Church of the Sacred Hearts of Mary and Jesus (1915)
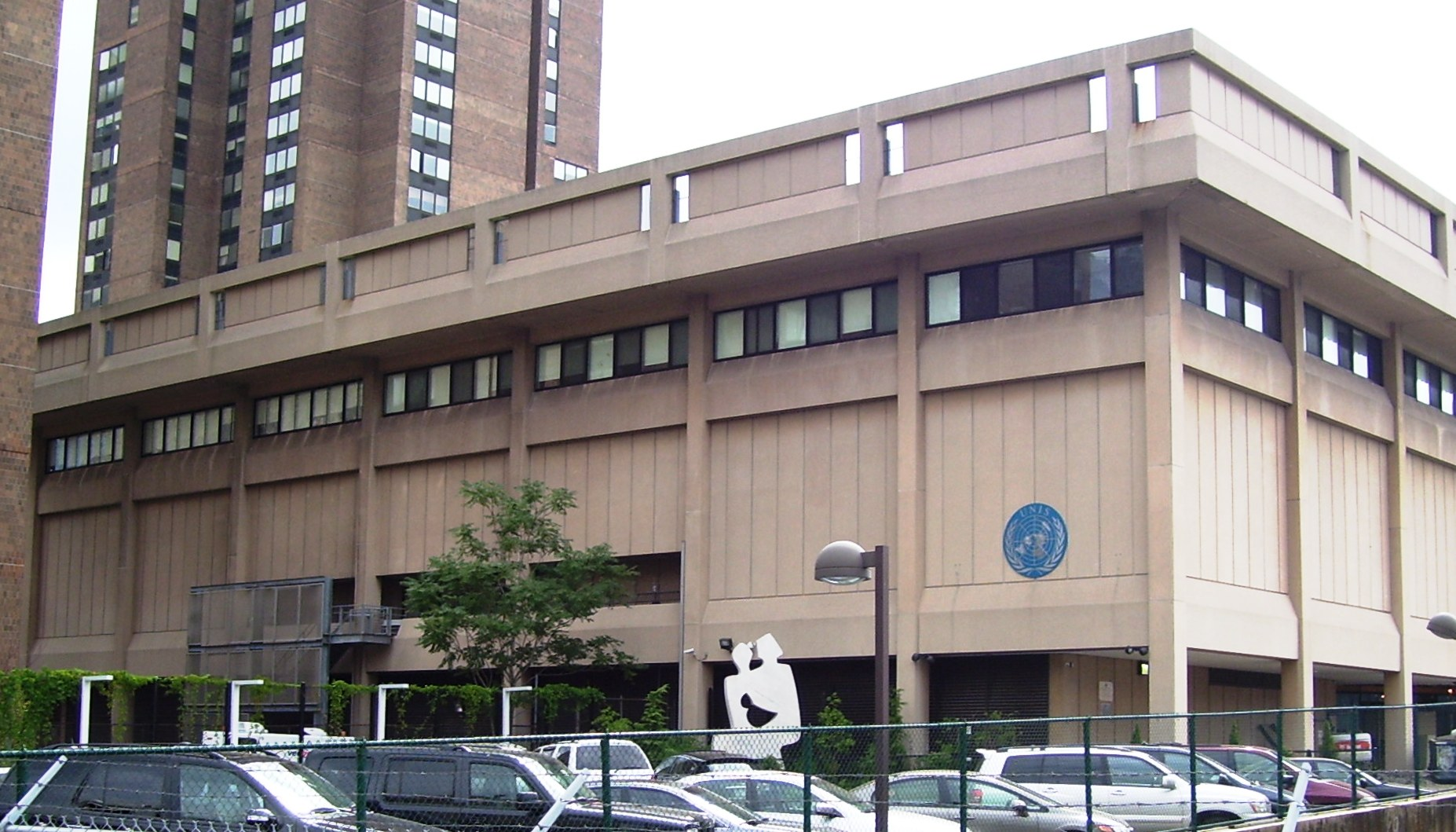
en:United Nations International School (UNIS)
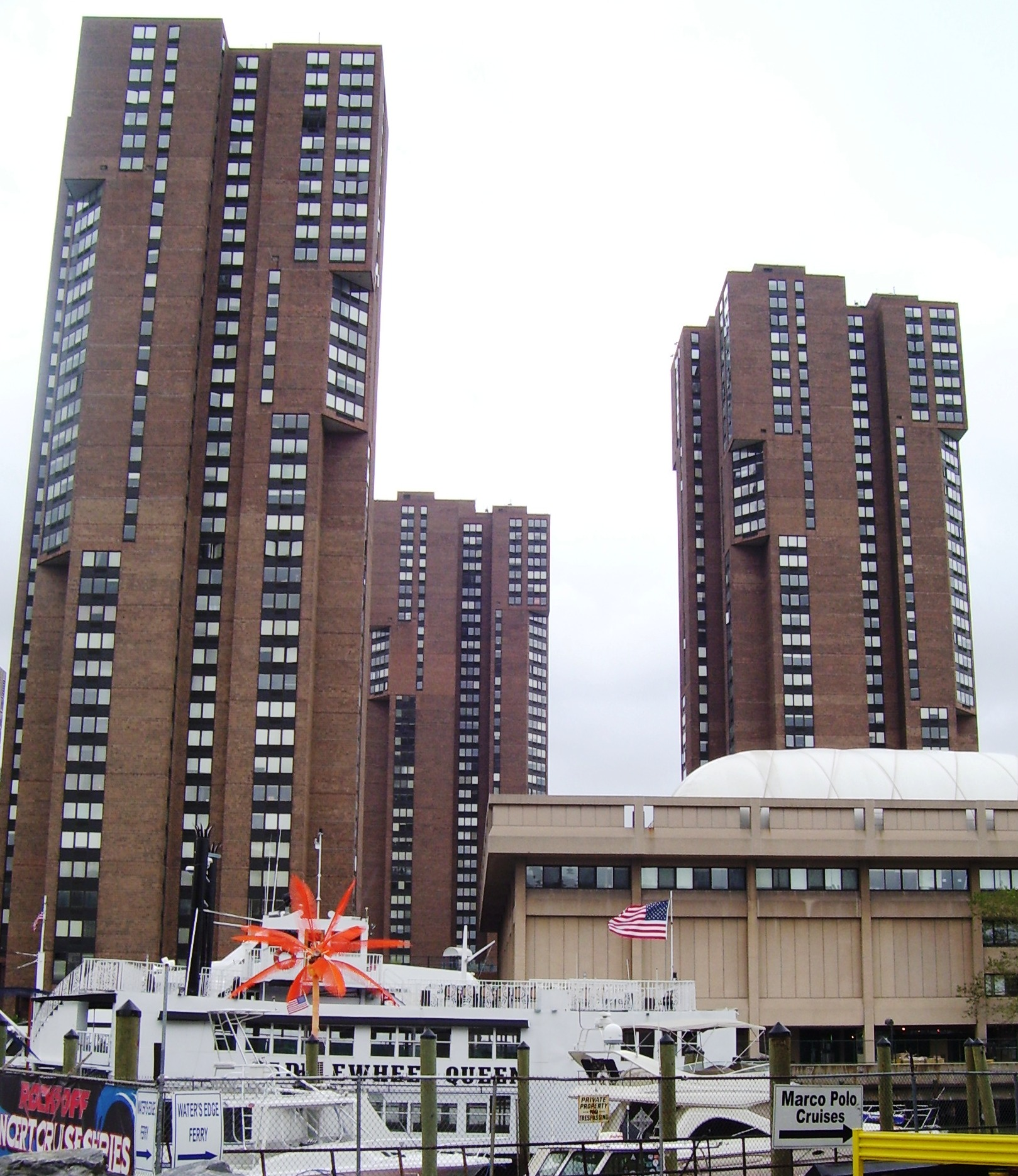
イースト川に建つen:Waterside Plazaの4本のタワーのうち3本。UNISは右手前のタワーに入っている。
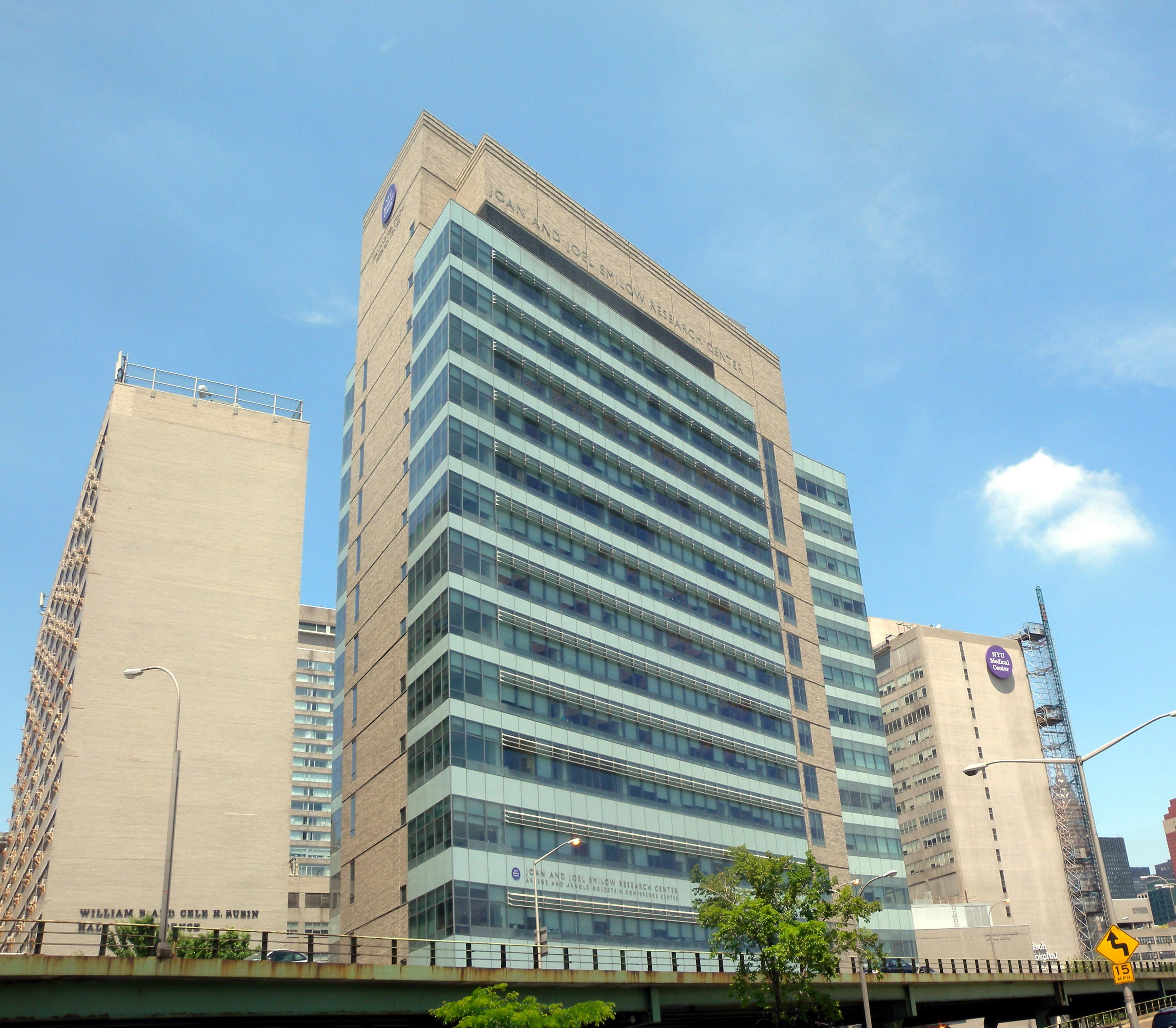
en:New York University Medical CenterのSmilow Research Building
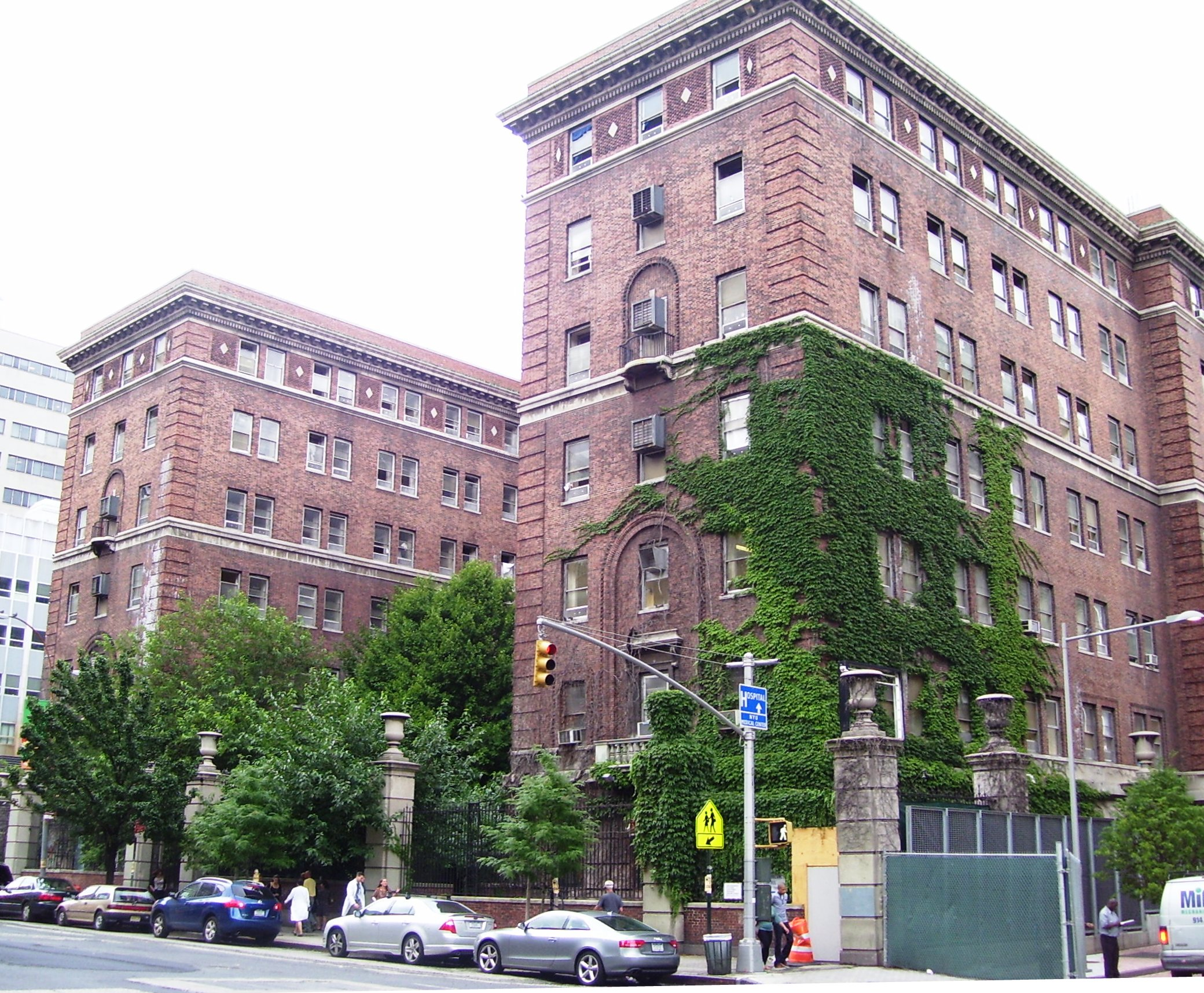
以前のBellevue Psychiatric Hospitalビル。現在はホームレス・シェルター。
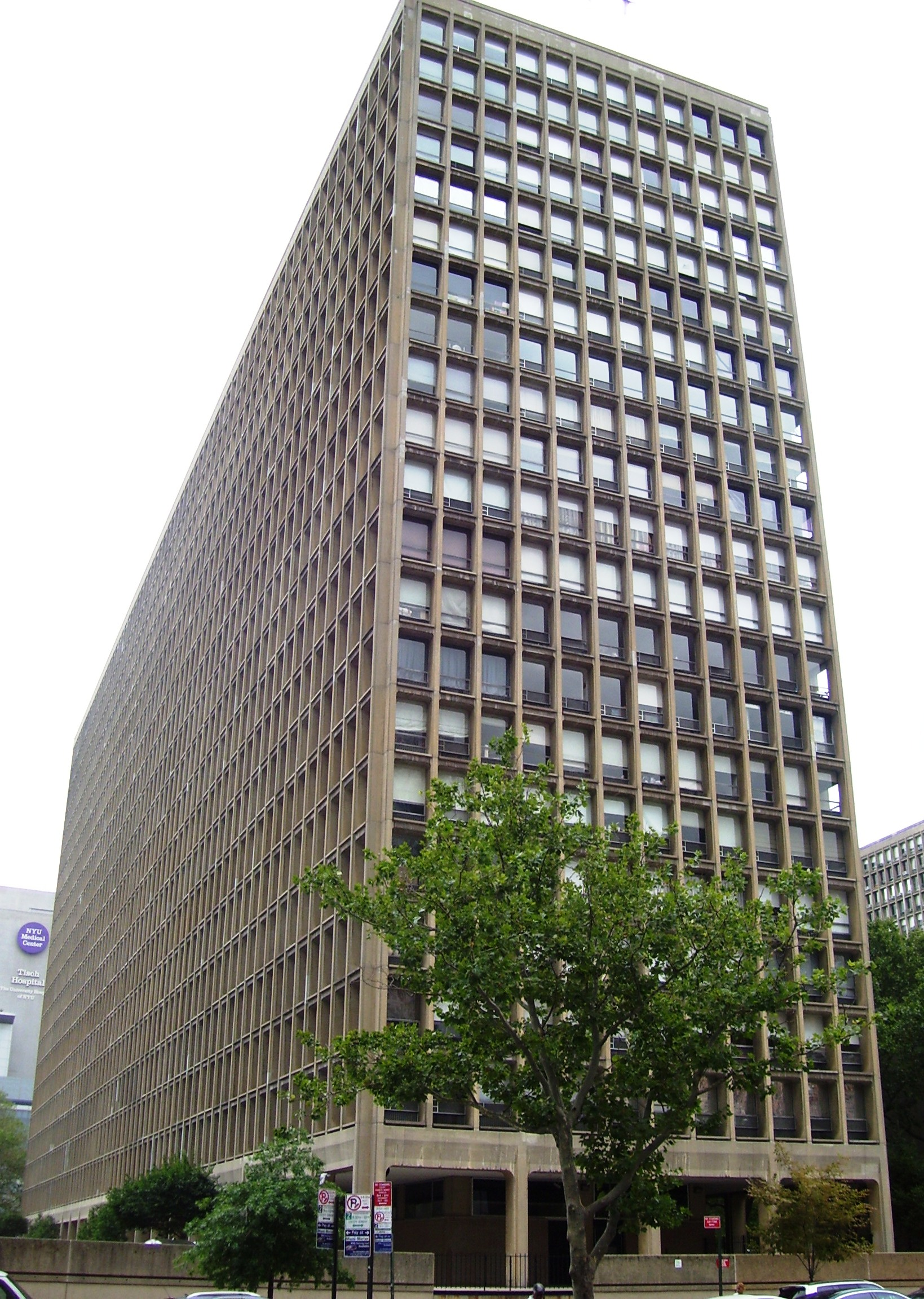
en:Kips Bay Towers北館。（イオ・ミン・ペイ作）